# Александър Струков
Александър Петрович Струков (на руски: Александр Петрович Струков) е руски офицер, генерал от кавалерията. Участник в Руско-турската война (1877 – 1878).

## Биография
Александър Струков е роден на 18 юли 1840 г. в Петерхоф в семейството на потомствен дворянин. Ориентира се към военното поприще. Завършва Пажеския военен корпус (1858). Службата започва с производство в първо офицерско звание корнет в лейбгвардейския Конен полк. Адютант на главнокомандващия Гвардейските войски в Санктпетербугския военен окръг. Повишен е във военно звание полковник от 1870 г.
Участва в Руско-турската война (1877 – 1878). В началото е офицер от свитата на император Александър II. Назначен е за адютант на главнокомандващия Дунавската руска армия княз Николай Николаевич. За преминаването на река Дунав при Зимнич-Свищов е награден с орден „Свети Георги“ IV ст. и повишен във военно звание генерал-майор]. Участва в боевете за Плевен.
По време на зимното преминаване на Стара планина издръжливия, подвижен и владеещ себе си генерал-майор Александър Струков е назначен за командир на лейбгвардейския Улански полк, който е включен в състава на средната колона на Южния отряд при заключителния етап на войната. Началник е на Предния отряд от 3 конни полка от авангарда на колона с командир генерал-лейтенант Михаил Скобелев.
Отрядът преминава като мълния през Тракия по време на зимното прочистване от остатъците на Османската армия. Излиза от град Казанлък на 1 януари 1877 г. Същия ден освобождава град Стара Загора и на 3 януари достига град Чирпан. Прекъсва железопътната линия за Пловдив при гара Търново Сеймен. На 7 януари влиза в Харманли и продължава настъплението, като освобождава град Мустафа паша. Разгромява османските сили на шосето Мустафа паша – Одрин и на 8 януари влиза в опразнения от противника град Одрин. По молба на местните жители се справя с върлуващите мародерски банди. След настъпление по линията Кърклисе – Люле Бургас влиза в град Чорлу.
След войната служи последователно като командир на 3-та кавалерийска бригада от 2-ра гвардейска кавалерийска дивизия (1881), 4-та кавалерийска дивизия (1883) и 1-ва гвардейска кавалерийска дивизия (1892). Инспектор на кавалерията от запаса (1893). Повишен е в по-горно военно звание генерал-лейтенант от 1886 г., генерал от кавалерията от 1898 г. и генерал-адютант от 1903 г. Награден е с най-висшия руски военен Орден „Свети Александър Невски“.

## Памет
Днес улица в Свиленград е наименувана „Генерал Струков“.